# Bárcena de Pie de Concha
Bárcena de Pie de Concha település Spanyolországban, Kantábria autonóm közösségben. Bárcena de Pie de Concha Molledo, San Miguel de Aguayo, Pesquera, Santiurde de Reinosa, Hermandad de Campoo de Suso, Los Tojos és Arenas de Iguña községekkel határos. Lakosainak száma 674 fő (2024).

## Népesség
A település népessége az elmúlt években az alábbi módon változott:
| Lakosok száma | 902  | 811  | 794  | 805  | 758  | 735  | 687  | 678  | 663  | 674  |
|               | 2001 | 2004 | 2007 | 2009 | 2012 | 2014 | 2017 | 2019 | 2022 | 2024 |